# Stały Komitet Biura Politycznego Komunistycznej Partii Chin
Stały Komitet Biura Politycznego, oficjalnie Stały Komitet Biura Politycznego Komitetu Centralnego Komunistycznej Partii Chin (chiń. 中国共产党中央政治局常务委员会) – komitet składający się z najwyższego kierownictwa Komunistycznej Partii Chin (KPCh) i państwa, ponieważ jego członkowie zajmują jednocześnie najwyższe stanowiska w radzie państwa.
Historycznie komisja składała się z pięciu do jedenastu członków, a 20. komitet wybrany w październiku 2022 roku składa się z siedmiu członków. Jego oficjalnym zadaniem jest prowadzenie dyskusji politycznych i podejmowanie decyzji w najważniejszych kwestiach, gdy Biuro Polityczne, większy organ decyzyjny, nie obraduje.

## Skład
Skład 20. Stałego Komitetu Biura Politycznego:

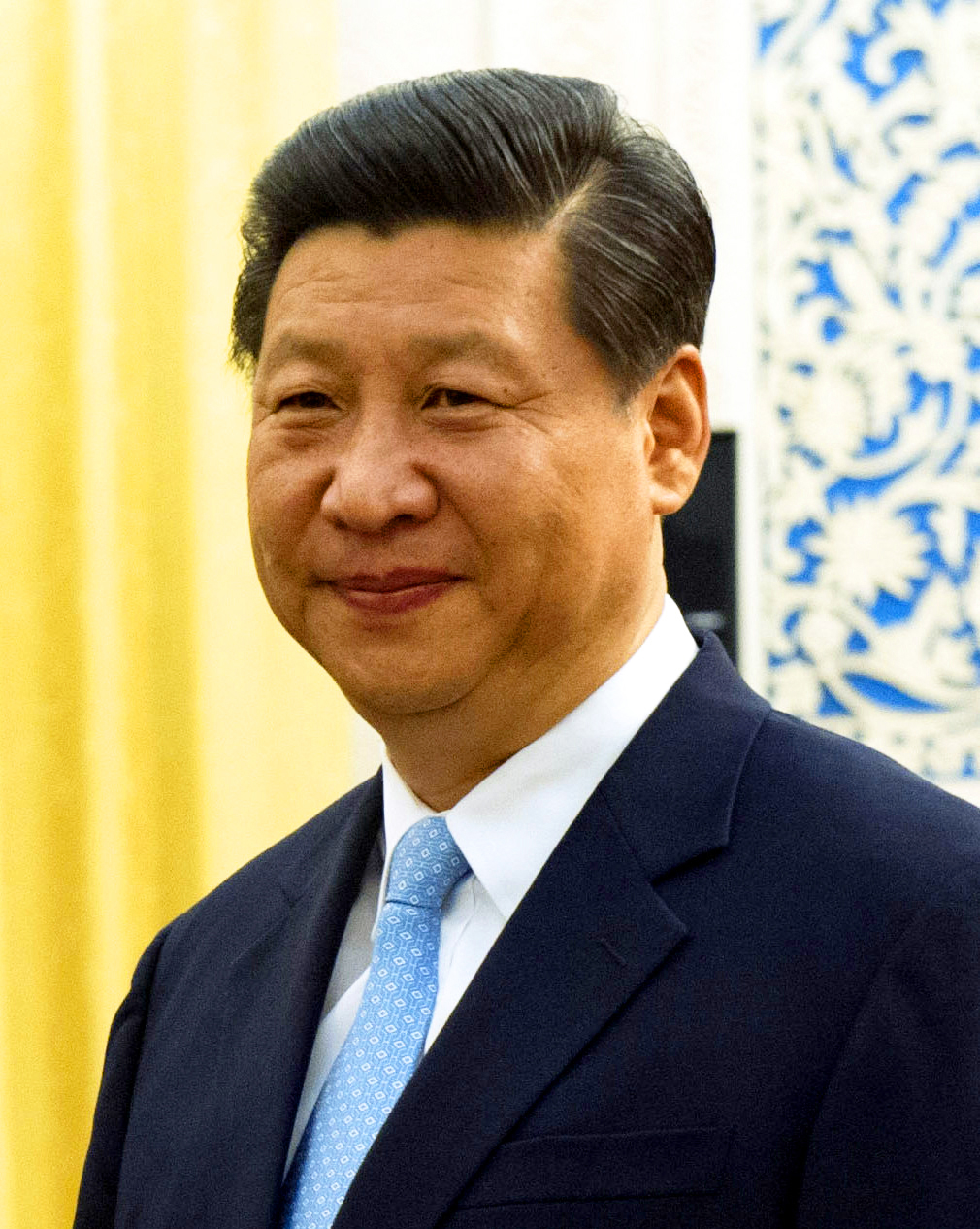
Xi Jinping – sekretarz generalny KPCh, przewodniczący ChRL i CKW
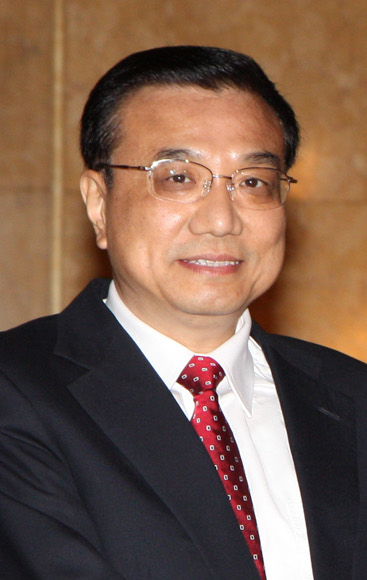
Li Qiang – premier ChRL
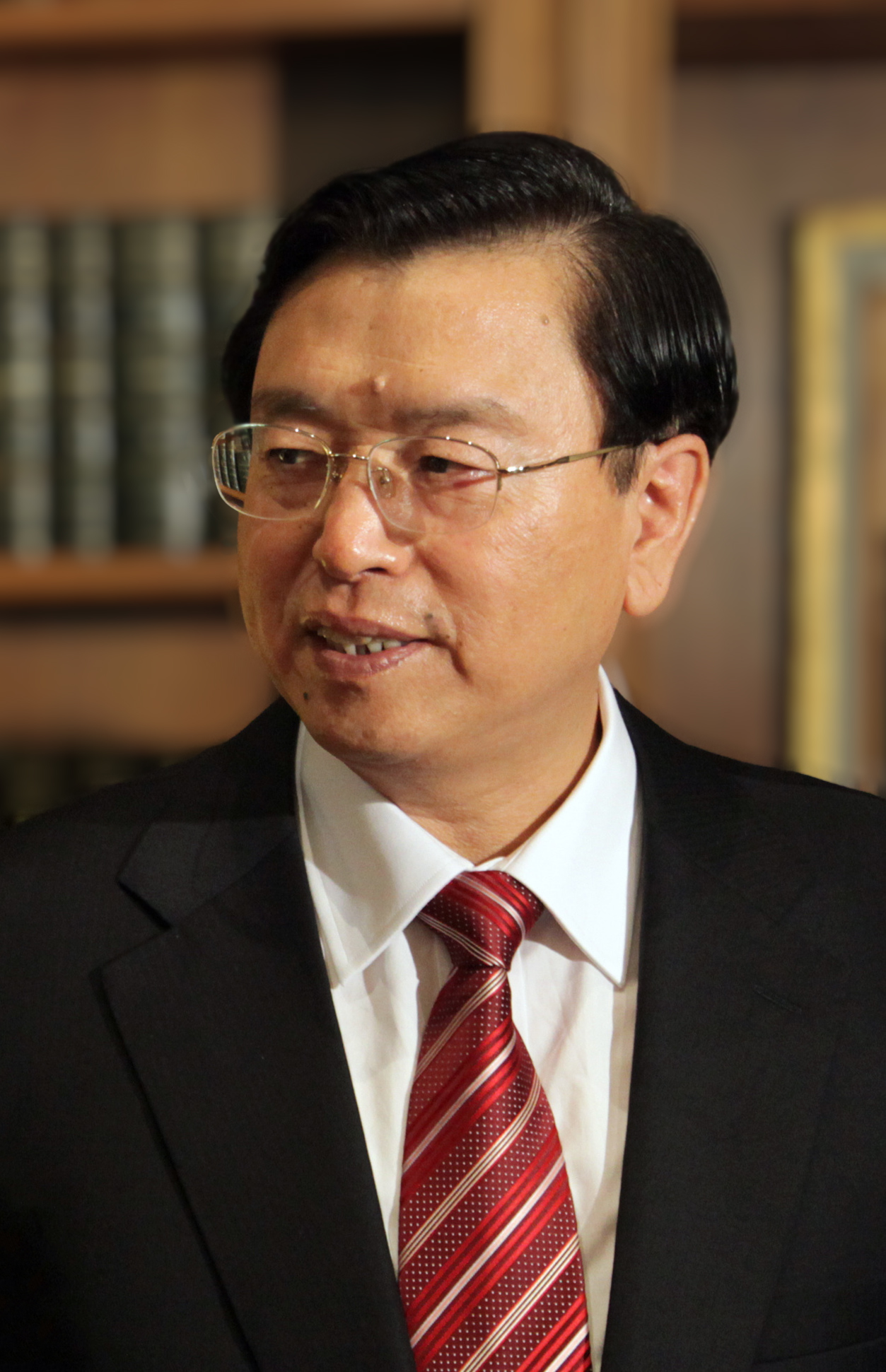
Zhang Dejiang
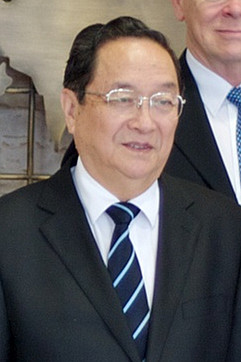
Yu Zhengsheng
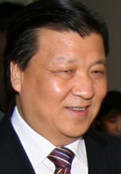
Liu Yunshan

- Zhao Leji
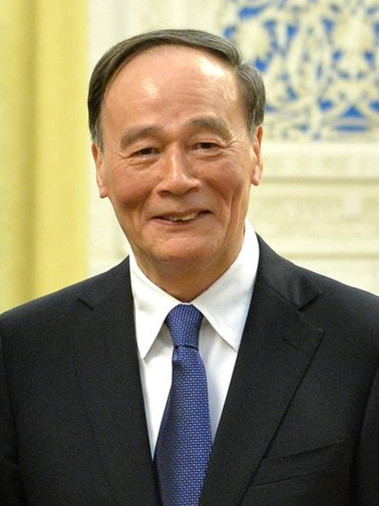
Wang Huning
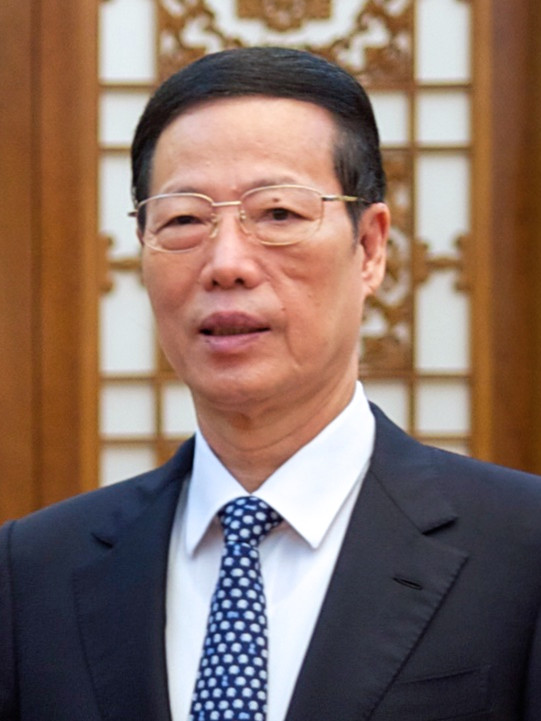
Zhang Gaoli

- Cai Qi
- Ding Xuexiang
- Li Xi

Skład 19. Stałego Komitetu Biura Politycznego:

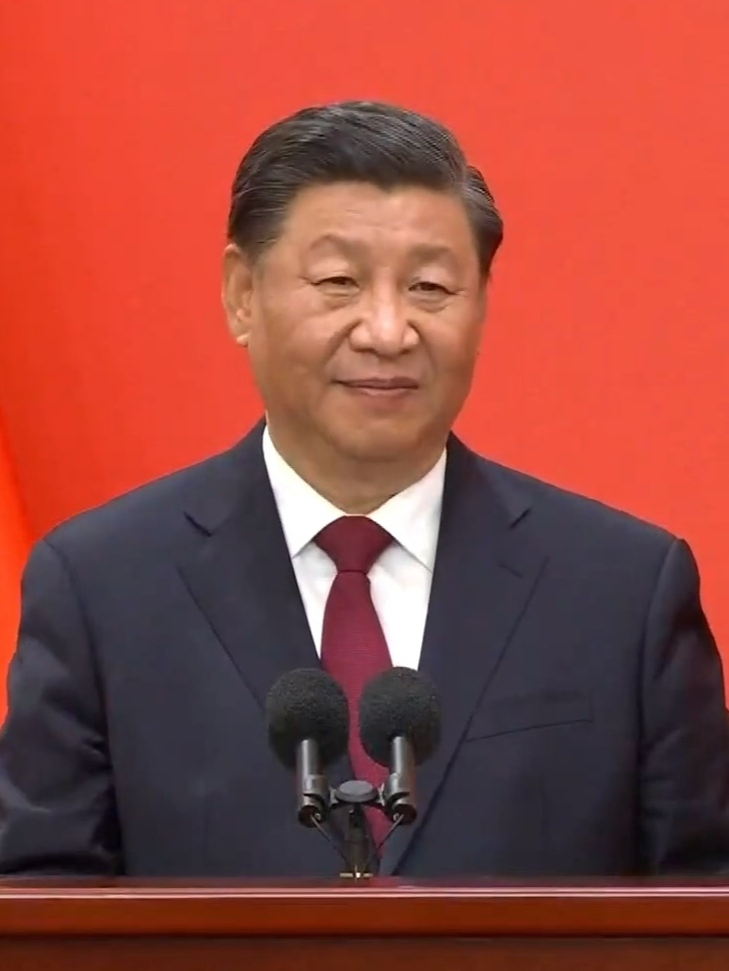
Xi Jinping – sekretarz generalny KPCh, przewodniczący ChRL i CKW
Li Keqiang – premier ChRL
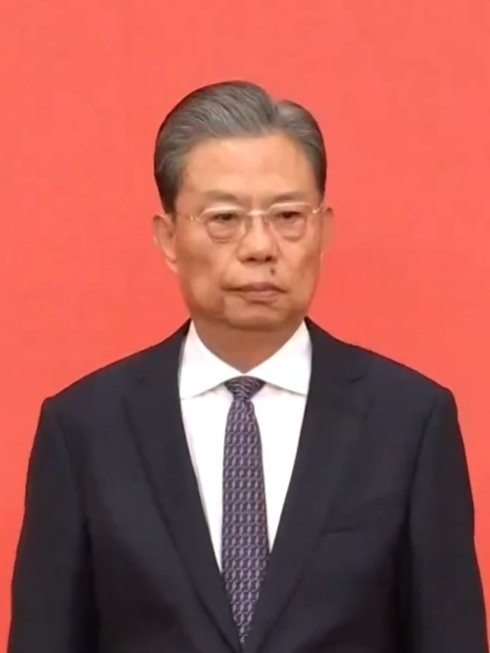
Li Zhanshu
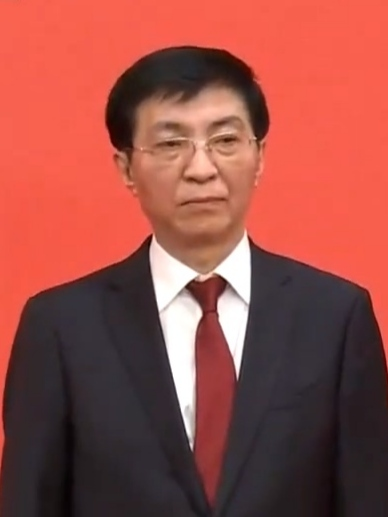
Wang Yang
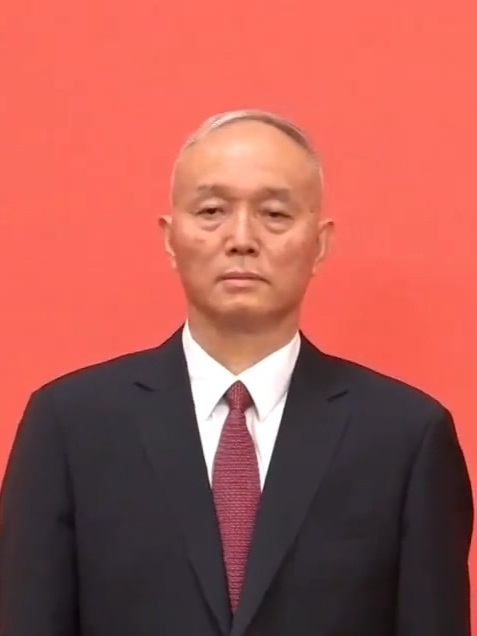
Wang Huning
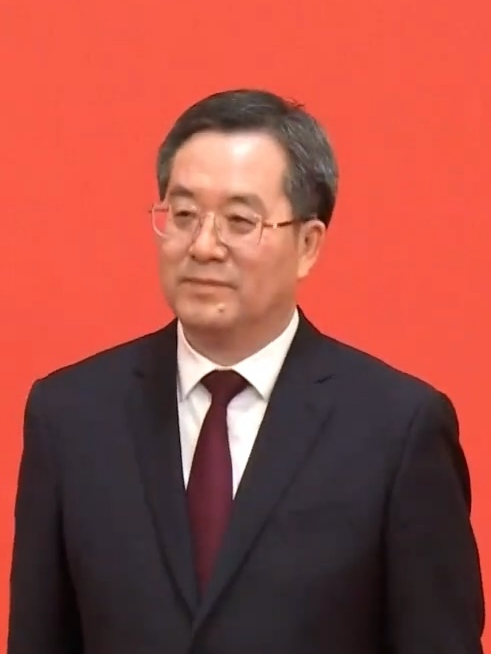
Zhao Leji
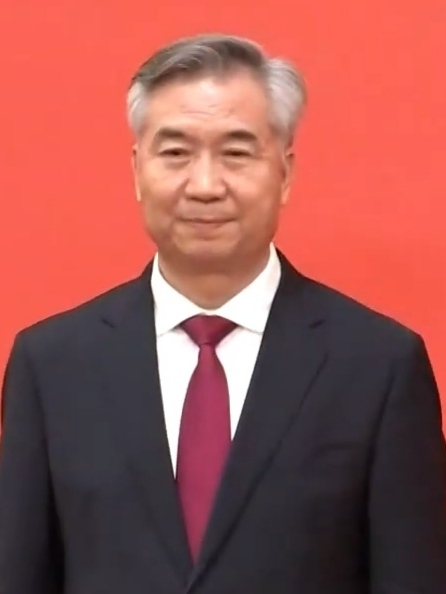
Han Zheng

Skład 18. Stałego Komitetu Biura Politycznego:

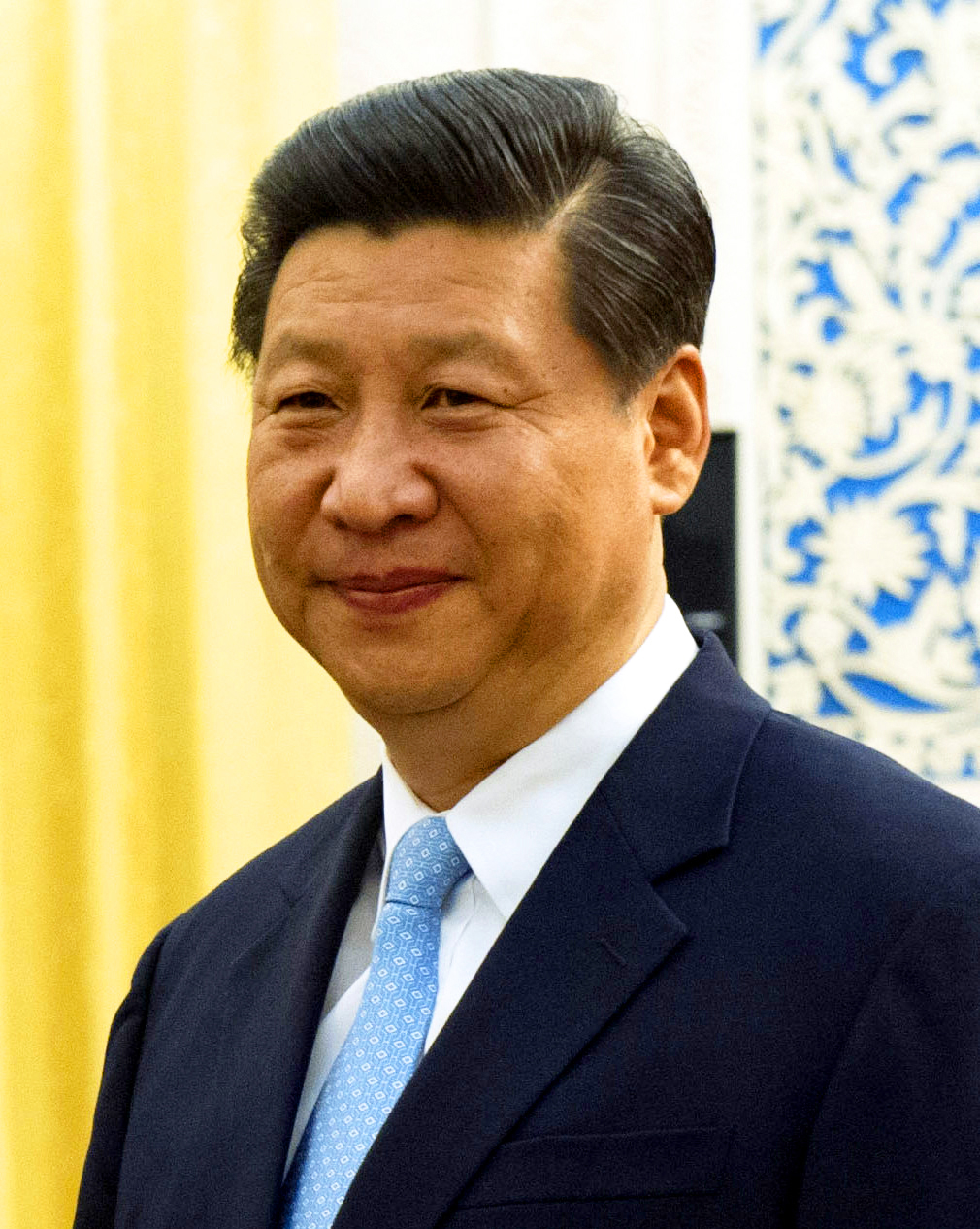
Xi Jinping – sekretarz generalny KPCh, przewodniczący ChRL i CKW
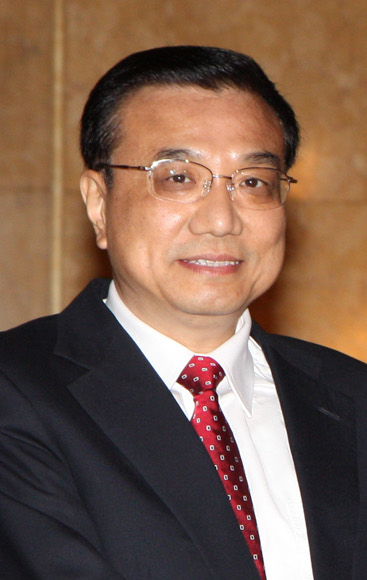
Li Keqiang – premier ChRL
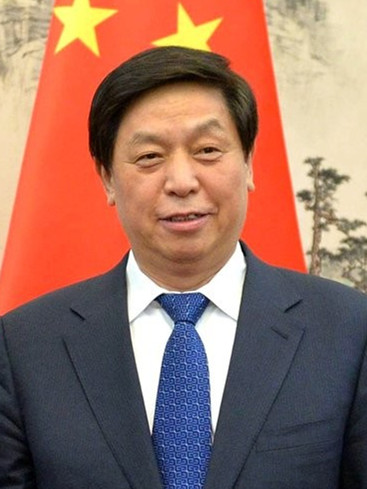
Li Zhanshu

- Zhang Dejiang
- Yu Zhengsheng
- Liu Yunshan
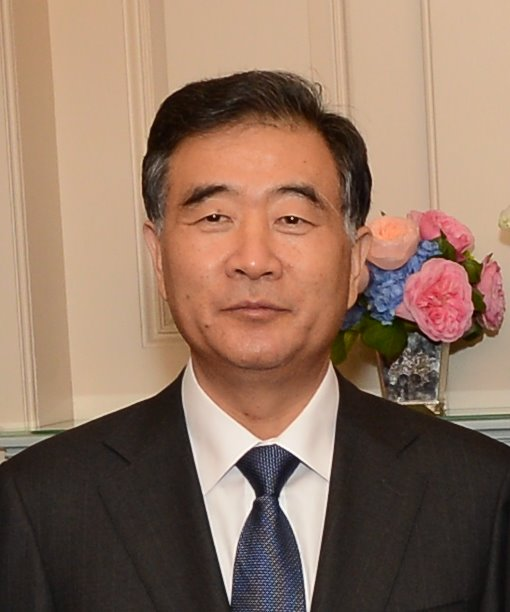
Wang Qishan
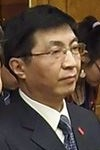
Wang Huning
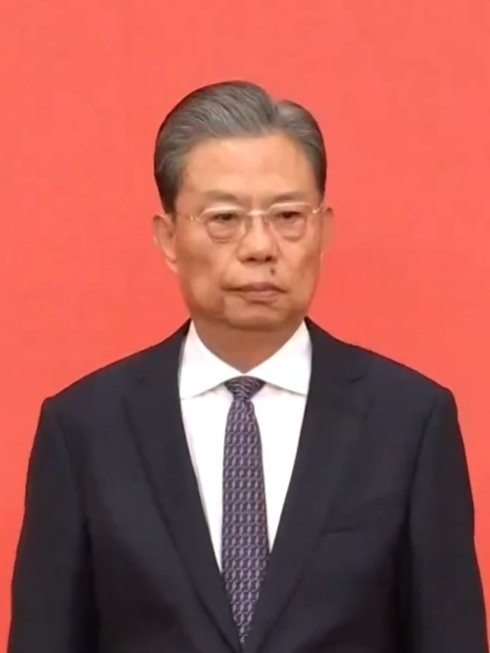
Zhao Leji
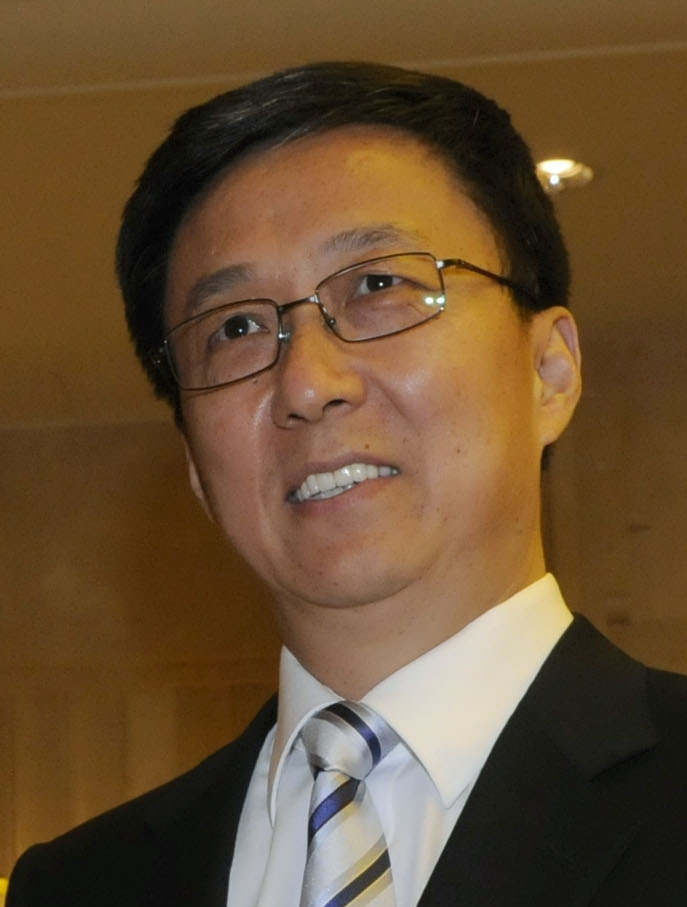
Han Zheng

- Zhang Gaoli